# یارپلند
یارپلند (به لاتین: Jørpeland) یک شهرک در نروژ است که در استان روگالاند واقع شده‌است. یارپلند ۴٫۰۹ کیلومتر مربع مساحت و ۶٬۹۴۸ نفر جمعیت دارد و ۲۳ متر بالاتر از سطح دریا واقع شده‌است.